# Tomás Borrás y Bermejo
Tomás Borrás y Bermejo (Madrid, 10 de febrer de 1891-26 d'agost de 1976) va ser un escriptor i periodista espanyol.

## Biografia
Tomás Borrás va néixer a Madrid, fill de tarragoní i de segoviana. Va cursar el batxillerat a l'Institut San Isidro de Madrid i posteriorment va començar la carrera de lleis, que va abandonar aviat principalment per la seva falta de vocació. Ja des de jove va començar a escriure. Va ser tertulià del Cafè de Pombo i com tal apareix en el cèlebre quadre de José Gutiérrez Solana. Va estar casat amb la tonadillera i cupletista Aurora Purificación Mañanos Jaufrett, coneguda com «La Goya».
Va entrar al món del periodisme, i inicialment va tenir col·laboracions periodístiques en el diari oficiós La Nación durant la Dictadura de Primo de Rivera, encara que en 1930 va ingressar en el diari ABC i en la seva publicació annexa, la revista Blanco yNegro. En la seva maduresa va militar inicialment en les Juntas de Ofensiva Nacional Sindicalista (JONS) i després en Falange Española. Durant la Dictadura franquista va col·laborar amb publicacions com Vértice, i posteriorment va passar a dirigir els diaris F.E. de Sevilla i España de Tànger.
Va ocupar alguns càrrecs polítics, i va arribar a ser cronista oficial de la Vila de Madrid.

## Honors
L'any 1953 va ser nomenat Periodista d'Honor i Cronista Oficial de la Vila de Madrid. Va obtenir també el Premi Nacional de Periodisme i el Premi Nacional de Literatura. Poc després de la seva mort l'Ajuntament de Madrid li va dedicar el nom del carrer on va viure gran part de la seva vida. El Círculo de Bellas Artes va col·locar en la cantonada del carrer una placa commemorativa.

## Obres

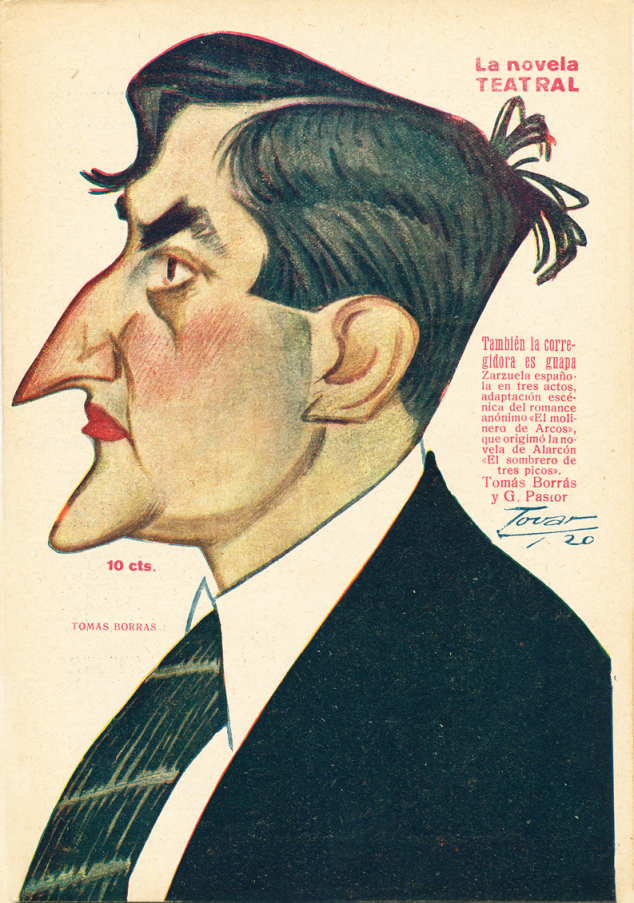
Caricaturitzat per Tovar per a un nombre de La Novela Teatral (1920)

Tomás Borrás va ser un periodista prolífic. Entre les seves obres es troben, a més, novel·les i algunes obres de teatre. Es pot dir que va tenir afició pels contes, els versos, els assajos diversos, les biografies. Literàriament se li pot considerar dins del modernisme i cal destacar la seva forta implicació en una de les companyies més renovadores de l'escena espanyola, el Teatre d'art dirigit per Gregorio Martínez Sierra. En particular la seva pantomima El sapo enamorado, estrenada en 1916 amb música de Pablo Luna i decorats de José Zamora, forma part d'una de les propostes més innovadores (al costat de El amor brujo o El corregidor y la molinera, les altres dues pantomimes representades al Teatro Eslava) de l'escena madrilenya del moment.

### Conte o relat breu
«Cuentos gnómicos» va denominar l'autor a un conjunt de 203 relats molt breus (no existia encara l'etiqueta «microrelat"), d'entre quatre i menys d'una pàgina, publicats en tretze llibres, sent el primerUnos y otros fantasmas (1940) i l'últim Agua salada en agua dulce (1969).

### Novel·la
- La pared de tela de araña (1924)
- La mujer de sal (1925)
- El rey de los Estados Unidos (1935)
- Checas de Madrid (1940)
- La sangre de las almas (1947)
- Luna de enero y el amor primero (1953)

### Teatro
- El sapo enamorado (pantomima, música de Pablo Luna, 1916)
- El Avapiés (drama lírico en tres actos, música de Conrado del Campo i Ángel Barrios, 1922)
- Fantochines (ópera de cámara, música de Conrado del Campo, 1923)
- El pájaro de dos colores (ópera de cámara, música de Conrado del Campo, 1929)
- Tam Tam (1931)
- Fígaro (1940)
- La esclava del Sacramento (1943)

### Ràdio
- Todos los ruidos de aquel día, ràdiodrama (l'autor ho va denominar "telecomedia") emès a Unión Radio el 24 d'abril de 1931 (deu dies després de la proclamació de la II República). Ha estat considerada "una de les primeres peces radiofòniques en les quals els artificis sonors aconseguien presència fonamental".[6]